# Novalena intermedia
Novalena intermedia là một loài nhện trong họ Agelenidae.
Loài này thuộc chi Novalena. Novalena intermedia được Ralph Vary Chamberlin & Willis J. Gertsch miêu tả năm 1930.